# Per Joel Berndtsson
Per Joel Berndtsson, född 25 mars 1853 i Stenestads församling, Kristianstads län, död 30 september 1942 i Riseberga församling, Kristianstads län, var en svensk folkmusiker och riksspelman. Berndtsson deltog i Riksspelmansstämman på Skansen 1910.